# Pietrzwałd (Ermland-Mazurië)

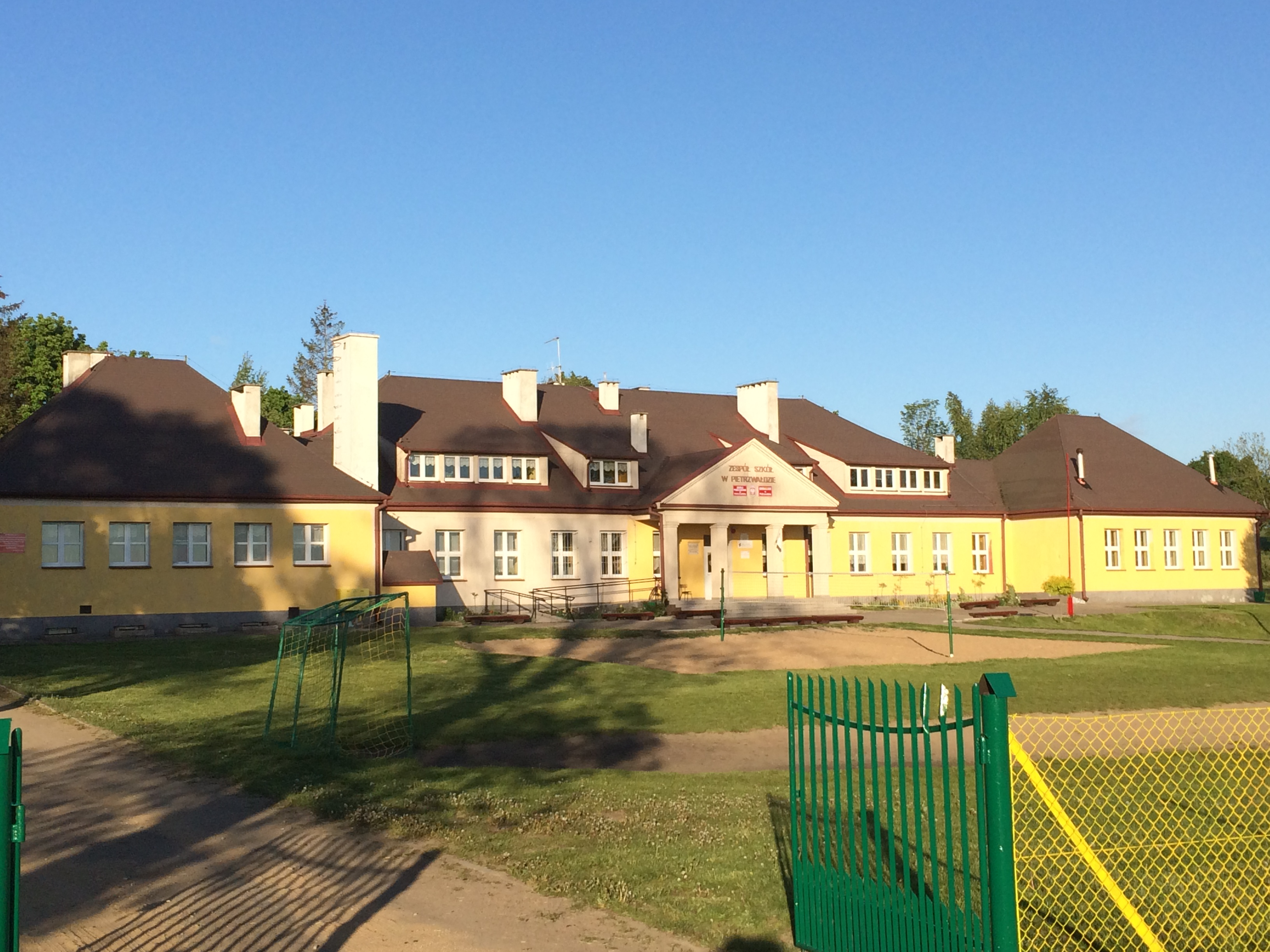
De school in Pietrzwałd

Pietrzwałd  (Duits: Peterswalde) is een dorp in de Poolse woiwodschap Ermland-Mazurië. De plaats maakt deel uit van de gemeente Ostróda.. Het telde 484 inwoners in 2011.

## Geschiedenis
De oudste bronnen vermelden de plaats in 1358, toen Winrich von Kniprode een stuk land van 60 włok schonk in Peterswalde, genoemd naar de toenmalige leider van het dorp. Het gebied viel onder het gebied van de Duitse Orde. Later duikt de plaats op in een stuk in 1366 over de Commandeur van Osterode, die als bewijs van goed ridderschap een stuk land ontving van 30 Włok. In 1453 besloten de Pruisische landeigenaren om toe te treden tot de Pruisische unie. 
in 1588 leefden er in Pietrzwałd 11 heren, 11 boeren en 9 families zonder land. In 1591 bouwde de prins zonder toestemming een kerk waarop de starost van Koningsbergen besloot om 12 vrije boeren op te sluiten. De parochie was gevestigd, en gelovigen moesten naar de kerk van Smykowo. Wel mocht er een religieus docent worden aangesteld, die ook preekte en zieken bij hun einde bijstond. Vanaf 1621 waren er enkel Polen. In die tijd is er een nieuwe, houten barokke kerk gebouwd. De klokken dateren uit 1614 en 1753. De kerk is een architectonisch monument.
In 1829 waren er 32 huizen en 225 inwoners, het aantal inwoners groeide naar 837 in 1880.

## Sport en recreatie
- Door deze plaats loopt de Europese wandelroute E11. De E11 loopt van Den Haag naar het oosten, op dit moment de grens Polen/Litouwen. Ter plaatse komt de route van het noordwesten via een voormalige spoorlijn vanuit Samborowo vervolgt in zuidelijke richting via Góra Dylewska(niet via de top) naar Dylewo.